# Rebecca Da Costa
Rebecca da Costa (sinh ngày 9 tháng 5 năm 1984) là một nữ diễn viên và người mẫu người Brazil. Cô đã làm việc với các diễn viên có tiếng bao gồm Robert De Niro, John Cusack và Val Kilmer.

## Tiểu sử và sự nghiệp người mẫu
Rebecca Da Costa được sinh ra ở Recife, thủ đô của Pernambuco. Cô được đào tạo tại Colégio Rui Barbosa, nơi cô làm đạo diễn, viết và đóng vai chính trong các tác phẩm sân khấu nghiệp dư. Về vóc dáng của cô, cô nói: "Cho đến khi tôi 17 tuổi, tôi nghĩ mình thật xấu xí. Tôi rất cao. Lúc 13 tuổi, tôi 5'11 ″. Tôi đến từ một vùng ở Brazil chiều cao trung bình của phụ nữ là 5'3. Thật không vui chút nào khi là người cao nhất ở trường. " Ở tuổi 14, Rebecca Da Costa đã giành chiến thắng trong một cuộc thi người mẫu ở Recife và nói: "Thật đáng kinh ngạc khi thấy những cô gái khác như tôi, gầy, cao, khác biệt. Đó là khi tôi bắt đầu thấy thoải mái với chính mình, và đến 17 tôi bắt đầu tìm danh tính của tôi. " Năm 14 , Rebecca Da Costa rời nhà đến São Paulo khi cô được Elite Model Management  để ý và bắt đầu sự nghiệp người mẫu mười năm. Cô ấy cao 5 ft 11 in (1,80 m). Năm 16 tuổi, Rebecca Da Costa được mời làm việc tại Tuần lễ thời trang Milan  và chuyển đến Ý, làm việc cho Yves Saint Laurent, Moschino, Armani, Diesel, DKNY, Missoni, Hugo Boss và Escada, và là gương mặt chiến dịch cho Swarovski, Nokia, L'Oreal, Chopard  và Kellogg's.  

## Sự nghiệp diễn xuất
Năm 2008, Da Costa từ bỏ nghề người mẫu và chuyển đến Hoa Kỳ để theo đuổi sự nghiệp diễn xuất. Cô đăng ký tại HB Studio ở thành phố New York và ra mắt nhà hát cùng với Brad Garrett, trong bộ phim hài độc lập.  
Năm 2009, cô xuất hiện lần đầu trên truyền hình trong một tập của loạt phim HBO Entourage của Mỹ. Năm 2010, cô đã giành được một vai trong bộ phim Trick of the Witch, do Chris Morrissey đạo diễn. Vai chính đầu tiên của cô là vào năm 2011 trong LA I Hate You độc lập, với sự tham gia của Malcolm McDowell và William Forsythe, và sau đó, năm đó cô đóng vai chính trong Freerunner cùng với Sean Faris. Năm 2012, cô đóng vai trong bộ phim Bảy bên dưới, đóng chung với Val Kilmer và Ving Rhames, và năm 2013 đã xuất hiện trong Mine Games.